# كلية الهندسة (جامعة بغداد)
كلية الهندسة (جامعة بغداد) هي إحدى كليات جامعة بغداد بالعراق.

## النشأة
تأسست النواة الأولى للكلية والتي كانت تمثل دورة ملحقة بمديرية الري على شكل مدرسة للهندسة في سنة 1921 بعد أن كان العراق خاليا من المدارس العالية أو الكليات عدا كلية الحقوق (كلية القانون لاحقا) التي تأسست في سنة 1908، وخلال الفترة اللاحقة من الزمن حدثت تغييرات متتالية عليها لحين إنشاء كلية الهندسة في سنة 1942 والتي اقتصرت الدراسة فيها على الهندسة المدنية بادئ الامر وافتتحت فيما بعد اقسام علمية جديدة وارتبطت بجامعة بغداد وزارة التعليم العالي.

### مراحل التطور

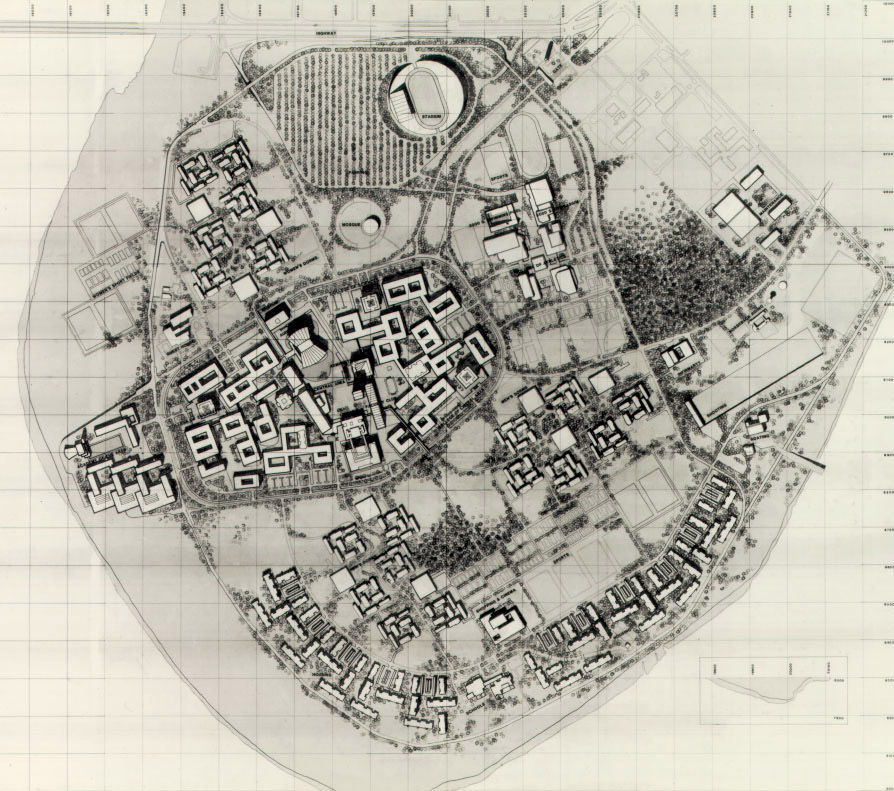

- في سنة 1921 تم افتتاح دورة ملحقة بمديرية الري على شكل مدرسة للهندسة لقبول خريجي المدارس الابتدائية وتدريبهم على الأعمال الهندسية البسيطة وخاصة أعمال الري لتخريجهم (ملاحظين فنيين) في الري والاشغال والسكك الحديدية.
- سنة 1922 تم تبديل اسم الدورة إلى (كلية الري التدريبية) وجعلت مدة الدراسة فيها سنتان.
- سنة 1923 تم توسيع كلية الري التدريبية وسميت (بمدرسة الهندسة) والحقت بوزارة المواصلات والاشغال وجعلت مدة الدراسة فيها سنتان بعد الدراسة المتوسطة ويتدرب الخريجين سنة اضافية في دوائر الدولة قبل تعيينهم في الوظائف الحكومية.
- سنة 1925 التحقت كلية الهندسة بوزارة المعارف.
- سنة 1935 افتتحت مدرسة الهندسة مرة أخرى من قبل وزارة المواصلات والاشغال وكانت مدة الدراسة فيها ثلاث سنوات بعد الدراسة المتوسطة، وكان الطلبة يثقفون ثقافة هندسية بحته فقط.
- سنة 1938 تم إنشاء بناية لمدرسة الهندسة العراقية والتي تمثل بناية الإدارة لكلية الهندسة بجامعة بغداد وأصبحت مدة الدراسة فيها أربع سنوات بعد الدراسة المتوسطة.
- سنة 1942 تم افتتاح كلية الهندسة العراقية من قبل وزارة المواصلات والأشغال وصدر نظام كلية الهندسة رقم (39) لسنة 1942 والذي قبل بموجبه ما يقارب (60) طالبا سنويا من خريجي الدراسة الإعدادية والحاصلين على معدل (70%) في الرياضيات والفيزياء والكيمياء وكانت مدة الدراسة فيها أربع سنوات يمنح خريجوها شهادة الدبلوم في الهندسة المدنية.
- سنة 1944 أصدرت وزارة المواصلات والأشغال نظام كلية الهندسة رقم (49) لسنة 1944 وبموجبه ألغي النظام السابق وأصبحت مدة الدراسة في الكلية أربع سنوات تسبقها سنة تحضيرية بعد التخرج من الإعدادية.
- سنة 1946 تم التحاق الكلية بوزارة المعارف.
- سنة 1951 تم افتتاح الدراسة بقسمي الهندسة الكهربائية والهندسة المدنية.
- سنة 1958 انضمام كلية الهندسة إلى جامعة بغداد بعد تشريع قانون الجامعة رقم (28) لسنة 1958 وبدء منح شهادة البكلوريوس للخريجين بدلا من منحهم شهادة الدبلوم.
- سنة 1959 افتتحت الدراسة باقسام الهندسة المعمارية، هندسة النفط والمعادن والهندسة الكيمياوية.
- سنة 1962 افتتحت دراسة الماجستير بقسم الهندسة المدنية.
- سنة 1966 تخرج أول طالب ماجستير في الكلية من قسم الهندسة المدنية.
- سنة 1969 تم التحاق طلبة جامعة الحكمة بعد إلغائها بقسم الهندسة المدنية في الكلية وأصبحت مدة الدراسة خمس سنوات بدلا من أربع سنوات.
- سنة 1970 تم افتتاح الدراسة في قسم الهندسة الزراعية وتم استحداث وزارة التعليم العالي ليتم توحيد أمور جامعات العراق كافة.
- سنة 1974 عودة مدة الدراسة أربع سنوات بدلا من خمس سنوات وتوزيع الطلبة حسب الاختصاصات المختلفة للأقسام بدءا من السنة الأولى:
  - وفي هذه السنة تم تخرج الدورة الأولى لنظام الخمس سنوات.
  - كما وتم فتح دورات سريعة ومركزة لخريجي كلية العلوم لتأهيلهم للحصول على شهادة هندسية للحاجة إلى المهندسين من كافة الاختصاصات في حينه.
- سنة 1975 افتتاح الدراسة في قسم هندسة المساحة.
- سنة 1976 تخرجت الدورة الأخيرة لنظام الخمس سنوات مع دورة أخرى لنظام الاربع سنوات بعد أن ابتدأ التخصص اعتبارا من السنة الأولى نظرا لتقليص الدراسة من الخمس إلى الأربع سنوات. كما وتم في هذه السنة بدء القبول لدراسة هندسة الغزل والنسيج في قسم الهندسة الميكانيكية. وكما نقل مركز التخطيط الحضري والإقليمي إلى الكلية وإناطة رئاسته وكالة إلى عميد كلية الهندسة.
- سنة 1980 تم تأسيس مكتب الاستشارات الهندسية في كلية الهندسة. وهو يعتبر واحدا من أقدم المكاتب الاستشارية في العراق وفي الوطن العربي وقد ساهمت الهيئة المشرفة عليه في جمع الخبرات العلمية والفنية والعملية والجامعية لأعضاء الهيئة التدريسية لخدمة الخطط التنموية في البلد ولتوفير مستوى عال من الاستشارات والخبرات الوطنية المتخصصة في القطاعات المختلفة. حيث من أهم اهداف المكتب وتطلعاته المستقبلية هي:
  - وضع إمكانيات الهيئة التدريسية العلمية والنظرية والتطبيقية في خدمة خطط التنمية الاقتصادية.
  - توفير المجالات العلمية-التطبيقية لاعضاء الهيئة التدريسية لتأمين عكس العلوم النظرية الحديثة على الواقع العملي والتطبيقي ولرفع خبرات أعضاء الهيئة التدريسية كل في مجال اختصاصه.
  - تقديم الاستشارات العلمية والفنية إلى القطاعين العام والخاص والمواطنين وبمستوى مناسب من الأجور.
  - العمل على التنسيق مع المكاتب الاستشارية العربية المشابهة في الاختصاص بما يؤمن زيادة تبادل المعلومات والخبرات والعمل على التعاون لمنافسة المكاتب الاستشارية الأجنبية في تقديم الاستشارات العلنية والتطبيقية في جميع أنحاء الوطن العربي.
- سنة 1982 تم استحداث وحدة التعليم المستمر في كلية الهندسة، حيث هدفت الكلية من تأسيس هذه الوحدة رفد المهندسين العاملين في مؤسسات الدولة بكل ما يستجد في حقل التخصص وبكل ما ظهر من تقنيات حديثة ومتطورة في مجال عملهم عن طريق تقديم دورات وبرامج تطويرية.
- سنة 1986 تم استحداث قسم الهندسة النووية بعد أن كان فرع ملحق بقسم الهندسة الكيمياوية والذي تغيرت تسميته بعد ذلك إلى قسم هندسة الطاقة كما هو معروف به حاليا.
- في العام الدراسي 1987/1988 بدأت الدراسة في قسم هندسة الحاسبات.
- في شباط 1988 استحداث قسم الهندسة البيئية.
- سنة 1990 بدء الدراسة في فرع هندسة الطيران ضمن قسم الهندسة الميكانيكية.
- سنة 1992 افتتاح دراسة الدكتوراه في قسمي هندسة النفط والهندسة النووية، وافتتاح دراسة الماجستير في قسم هندسة المساحة.
- سنة 1996 بدء الدراسة في قسم الهندسة النووية من الصف الأول وغيرت تسميته إلى قسم هندسة الطاقة بتاريخ 2007 / 2008.
- سنة 1997 تم استحداث ثلاثة أقسام علمية وتم التحاقها بكلية هندسة الخوارزمي عام 2003 وهي قسم هندسة المعلومات، قسم هندسة الطب الحياتي، وقسم هندسة الميكاترونيك. وفي هذه السنة أيضا تم استحداث المكتب الاستشاري البيئي.
- سنة 1998 تم استحداث تخصص الهندسة البيئية للدراسات العليا وهو صيغة متطورة لبرنامج الدراسات العليا في الهندسة البيئية الذي كان قد استحدث عام 1986.
- ومنذ عام 2000 لغاية 2010 تم ستحداث عدة شعب ووحدات إدارية في الكلية وهي:

شعبة المكتبة، والشعبة القانونية، وحدة المتابعة، وحدة الاعلام والعلاقات العامة ووحدة الموقع الإلكتروني، وحدة السيسكو، ووحدة ضمان الجودة والاعتمادية.
- سنة 2018 بدء الدراسة في قسم هندسة الطيران الذي تم فصله من قسم الهندسة الميكانيكية.

## عمداء كلية الهندسة
1. 1942 عميد كلية الهندسة وكالة: د. داوود القصير
2. 1944 عميد كلية الهندسة وكالة: السيد علي رافت
3. 1944 عميد كلية الهندسة وكالة: السيد ويليام مارش
4. 1945 عميد كلية الهندسة وكالة: السيد كبارن
5. 1946 عميد كلية الهندسة وكالة: داوود القصير وشريف يوسف
6. 1948 عميد كلية الهندسة: السيد ريجي
7. 1956 عميد كلية الهندسة: مهدي حنتوش
8. 1958 عميد كلية الهندسة: د ناجي عبد القادر
9. 1969 عميد كلية الهندسة: د خالد شاكر محمود
10. 1975 عميد كلية الهندسة: د نزار خليل
11. 1979 عميد كلية الهندسة: السيد عصام العاني
12. 1981 عميد كلية الهندسة وكالة: السيد حامد محمود حمدو
13. 1982 عميد كلية الهندسة وكالة: السيد حسام سلمان الراوي
14. 1985 عميد كلية الهندسة: د ليث إسماعيل نامق
15. 1994 عميد كلية الهندسة: د محمد علي الاوسي
16. 2001 عميد كلية الهندسة: د عبد الستار رشيد الدباغ
17. 2003/5 عميد كلية الهندسة: د موسى جواد الموسوي
18. 2003/10 عميد كلية الهندسة: د علي عبد الصالح الكليدار
19. 2009/4 عميد كلية الهندسة وكالة: د قاسم محمد دوس
20. 2009/10 عميد كلية الهندسة وكالة: د رافع هاشم شاكر
21. 2011/3 عميد كلية الهندسة وكالة: د قاسم محمد دوس
22. 2013/9 عميد كلية الهندسة وكالة: د أحمد عبد الصاحب محمد علي
23. 4 / 2016 عميد كلية الهندسة وكالة: د صبا جبار نعمة

## الموقع الإلكتروني
- كلية الهندسة جامعة بغداد

http://www.coeng.uobaghdad.edu.iq/default.aspx